# Novalja
Novalja é uma cidade da Croácia, localizada na ilha de Pag, no norte do mar Adriático. A cidade vem ganhando alguma fama devido à sua praia de Zrće, um dos principais pontos de veraneio daquela região da Europa.